# Nopalea inaperta
Nopalea inaperta es una planta perteneciente a la familia de los cactos (Cactaceae). 

## Clasificación y descripción
Arbustiva, 2-5(-7) m de alto, ramificación abierta, ramas erectas o péndulas. Troncos varios, (6-) 10-12 cm de diámetro y casi 2 m de alto, muy espinoso, ramosos a partir de 1 m de alto. Cladodios obovados a fusiformes, ápice obtuso y base corta, algo estrechada, de 6-17 x 5-6.5 cm, verde claros, marcadamente tuberculados. Epidermis glabra. Aréolas obovadas, en 4-5(-6) series, de 3-5 x 3-3.52 mm, ligeramente elevadas, distantes entre sí 2-2.5 cm, con fieltro prominente marrón. Glóquidas amarillas. Espinas (0-) 4(-9) en las aréolas de los artículos jóvenes, más numerosas en los artículos viejos, aciculares, reflejas, de color blancas a grisáceas, rígidas, algo encorvadas, 0.6-2 cm de largo. Botones florales con podarios algo elevados y aréolas con hojas basales porrectas encorvadas, rojizas. Flores pequeñas, 4 cm de largo, androceo y gineceo exertos sobre el pericarpelo que es tuberculado, más largo que el perianto, fieltro blanco, glóquidas y espinas amarillentas; perianto rojo; filamentos rojos, algunos estaminodios, numerosos, largamente exsertos; estilo mucho más largo que los estambres, lóbulos del estigma 5-8, verdes. Fruto pequeño, rojo, de 1.5 cm de largo.

### Características distintivas para la identificación de esta especie
Arbustiva, 2-5(-7) m, ramificación abierta, ramas erectas o péndulas. Troncos varios, muy espinosos, ramosos a partir de 1 m de alto. Cladodios obovados a fusiformes, ápice obtuso y base corta, algo estrechada, verde claros, marcadamente tuberculados. Aréolas obovadas, en 4-5(-6) series, ligeramente elevadas, fieltro prominente marrón. Glóquidas amarillas. Espinas (0-) 4(-9) en las aréolas de los artículos jóvenes, aciculares, reflejas, blancas a grisáceas, rígidas, algo encorvadas. Flores 4 cm, pericarpelo con hojas basales porrectas encorvadas, rojizas, tuberculado; androceo y gineceo exsertos; fieltro blanco, glóquidas y espinas amarillentas; perianto rojo; filamentos rojos, algunos estaminodios, numerosos, largamente exertos. Fruto pequeño, rojo, de 1.5 cm de largo.

## Distribución
Tamaulipas, Sinaloa, Nayarit, Colima, Oaxaca, Chiapas, Yucatán. Especie endémica de México.

## Ambiente
El clima donde se encuentra esta especie es Aw (por lo menos hay un mes en el que caen menos de 600 mm de lluvia), aunque también hay algunos sitios con clima seco BS (clima árido continental <600mm) y Cw (clima templado húmedo con estación invernal seca) El mes más húmedo del verano es diez veces superior al mes más seco del invierno). Altitud de 100-900 m. Tipo de vegetación, bosque tropical caducifolio. Fenología, florece de abril a mayo y fructifica de mayo a junio.

## Estado de conservación
Especie no considerada bajo ninguna categoría de protección de la NOM- 059- ECOL-SEMARNAT- 2010.